# Pidyon ha-Ben
El rescat del primogènit o Pidyon ha-Ben, (en hebreu פדיון הבן), és un ritual del judaisme en el qual l'infant primogènit és rescatat de les seves obligacions sacerdotals per un sacerdot de la Tribu de Leví, anomenat Cohen.